# Hansahochhaus
Il Hansahochhaus (letteralmente grattacielo "Hansa", dal nome della strada su cui prospetta) è un grattacielo di Colonia.
Venne costruito in soli 15 mesi, fra il 1924 e il 1925, su progetto di Jacob Koerfer, con struttura portante in acciaio e facciate in mattoni a vista.
Il complesso consta di un edificio a torre di 17 piani e di un corpo laterale di 7 piani, adibiti ad uffici, e di un teatro posto nell'area retrostante.
Alcuni dettagli architettonici rimandano allo stile Art déco.